# Wevelgems Harmonieorkest Concordia

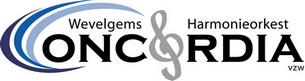
Logo

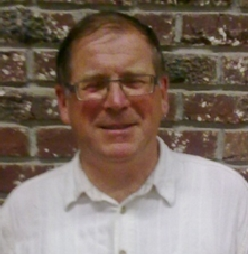
Dirigent Norbert Vergalle

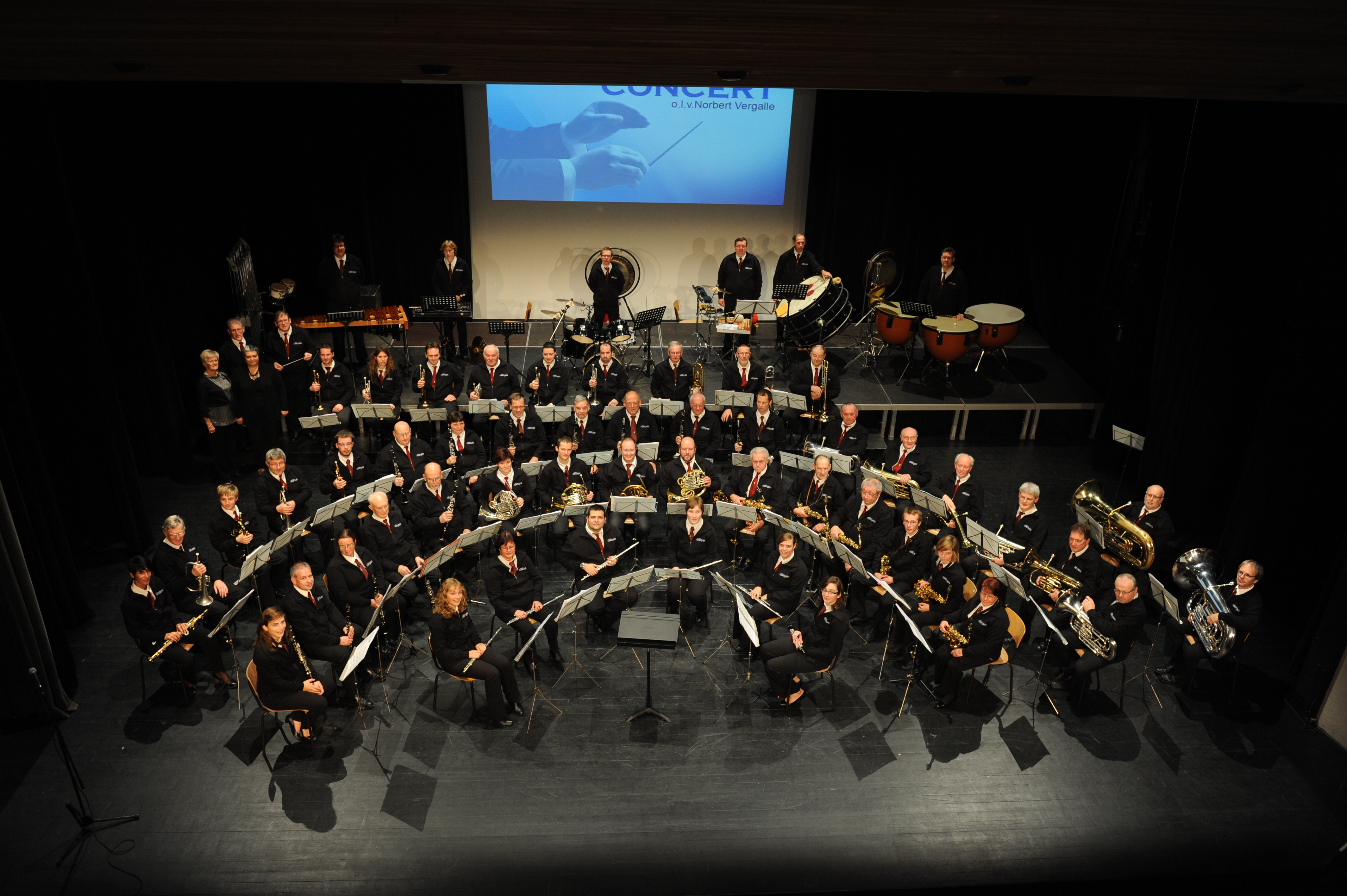
Wevelgems Harmonieorkest Concordia

Het Wevelgems Harmonieorkest Concordia is een harmonieorkest uit Wevelgem dat werd opgericht in 2011, na de fusie van de Koninklijke Harmonie 'Eigen Schoon' en de Fanfare 'Arbeid'.

## Geschiedenis
De socialistisch gezinde "Fanfare Arbeid" werd in 1918 opgericht. In 2009 waren eerder de eveneens socialistisch gezinde en in 1904 opgerichte "Harmonie De Plicht" uit Menen en de "Fanfare Arbeid" Wevelgem gefusioneerd. De in 1911 opgerichte "Koninklijke Harmonie Eigen Schoon" vierde in het voorjaar van 2011 nog zijn honderdste verjaardag. Op donderdag 14 juli 2011 werd de stichtingsvergadering van Concordia gehouden en was het nieuwe Harmonieorkest een feit.  De eerste voorzitter werd Freddy Eggermont. De naam 'Concordia' verwijst naar het eerste muziekensemble in Wevelgem: "Fanfare Concordia". Ook deze fanfare had trouwens een socialistisch getinte geschiedenis. In 1873 weigerde Concordia mee op te stappen in de processie door de gemeente. Als reactie hierop werd prompt fanfare "L'Union" opgericht, die vanaf 1919 als Koninklijke Harmonie Eendracht door het leven ging en nu nog eveneens in Wevelgem actief is.

## Dirigenten
- 2011 - 2017 Norbert Vergalle
- 2018 - heden Hannes Vanlancker